# Whitminster
Whitminster – wieś w Anglii, w hrabstwie Gloucestershire, w dystrykcie Stroud. Leży 13 km na południowy zachód od miasta Gloucester i 155 km na zachód od Londynu.